# النقيل (شبام كوكبان)

تعديل مصدري - تعديل

النقيل هي إحدى قرى عزلة ضلاع الأعلى بمديرية شبام كوكبان التابعة لمحافظة المحويت، بلغ تعداد سكانها 332 نسمة حسب تعداد اليمن لعام 2004.